# Porte Saint-Honoré
La porte Saint-Honoré est une porte disparue de Paris.
Elle fut la principale porte d'entrée de la ville à l'ouest vers Saint-Germain-en-Laye (avec la porte Saint-Denis au nord vers Saint-Denis, la porte Saint-Antoine à l'est vers Vincennes, et la porte Saint-Jacques au sud vers Orléans).
Il y eut successivement trois portes Saint-Honoré, au fur et à mesure de l'extension des différentes enceintes de la ville, s'échelonnant le long de la rue Saint-Honoré. Elles furent l'une après l'autre détruites pour faciliter le ravitaillement et la circulation dans Paris.

## Historique

### Première porte (début duXIIIesiècle)
La première porte Saint-Honoré, appelée communément « barrières des Sergents,,, », se trouvait au niveau des nos 148 et 150 de la rue Saint-Honoré, soit juste devant la façade de l'actuel temple protestant de l'Oratoire du Louvre, juste après le croisement avec la rue de l'Oratoire (48° 51′ 42,84″ N, 2° 20′ 25,03″ E),.
Construite sous le roi Philippe II Auguste en 1190-1200, elle a été détruite au XVIe siècle (en 1533 ou vers 1545 selon les sources).
Elle doit son nom à la collégiale Saint-Honoré qui a donné son nom à la rue Saint-Honoré.
Deux tours de 8 m de diamètre et de 15 de haut encadraient une ouverture ogivale fermée par deux vantaux de bois et protégée par une herse. La forteresse du Louvre (un donjon de 32 m de haut entouré de sa propre enceinte haute de 20 m, le tout construit en 1190-1202) la protégeait contre une attaque par terre comme par le fleuve venant de Normandie, alors propriété des Plantagenêt, ennemis des rois de France.
La station de métro la plus proche est celle Louvre - Rivoli (ligne 1).

### Deuxième porte (fin duXIVesiècle)
L'exactitude de l'emplacement de la deuxième porte a été confirmée en 1866, lors de travaux effectués sur les égouts. D'une profondeur de 8,34 mètres sur 18,50 m de longueur environ, la deuxième porte Saint-Honoré se trouvait entre les nos 161 et 165 de la rue Saint-Honoré (sur l'actuelle place André-Malraux, près du Palais-Royal). Construite sous le roi Charles V en 1380 à 500 mètres plus à l'ouest que la première porte, elle a été démolie en 1636 (48° 51′ 48,51″ N, 2° 20′ 05,77″ E),.
La station de métro la plus proche est celle Palais Royal - Musée du Louvre (lignes 1 et 7).
Cette porte fortifiée était constituée par une bastille formant saillie en avant de la muraille, surmontée de tourelles ; le passage se faisait sous une voûte de 18 m de long. L'entrée côté faubourg était protégée par un double pont-levis (charretier et piétonnier) donnant sur un pont franchissant deux fossés, d'abord un en eau de 30 m de large puis un second sec de 15 m, avec une avant-porte entre les deux fossés (les plans de 1552, Quesnel de 1609 et Mérian de 1615 la représentent assez fidèlement). L'ensemble s'allongeait sur 90 m de longueur, jusqu'à la rue de l'Échelle (ancienne « rue des Fossés »), qui est l'ancien chemin de ronde au-delà des fossés.
Après le sacre de Charles VII à Reims, Jeanne d'Arc se dirige sur Paris pour délivrer la ville alors aux mains des Anglais. Le 15 août 1429, elle combat à Montépilloy et loge le 3 septembre dans le village de la Chapelle avec les ducs d'Alençon et de Bourbon, les comtes de Vendôme et de Laval, les maréchaux Gilles de Rais et Lahire et leurs troupes. Après avoir effectué pendant plusieurs jours des reconnaissances et des escarmouches sur diverses portes de Paris, Jeanne d'Arc pria dans la chapelle Sainte-Geneviève avant de donner l'assaut à Paris.
Le jeudi 8 septembre 1429, au petit matin, Jeanne d'Arc, le duc d'Alençon, les maréchaux Gilles de Rais et Jean de Brosse de Boussac partent du village de la Chapelle et installent des couleuvrines sur la butte Saint-Roch pour soutenir l'attaque contre la porte Saint-Honoré. Michelet, dans son Histoire de France, relate comment « elle [Jeanne Darc (sic)] ne s'était pas fait scrupule de donner l'assaut le jour de la Nativité Notre-Dame (8 septembre) ; la pieuse ville de Paris en avait été fort scandalisée ». Tentant de franchir le fossé en eau devant la porte, Jeanne d'Arc fut blessée d'un carreau d'arbalète à la cuisse (une plaque se trouve au mitoyen des nos 161 et 163 de la rue Saint-Honoré, due au sculpteur Maxime Real del Sarte ; une seconde plaque identique se trouve dans la cour du no 15 de la rue de Richelieu, à l'emplacement où Jeanne fut blessée). Jeanne fut ramenée à son logis de la Chapelle. Bien qu'elle eût souhaité reprendre l'attaque de Paris, le roi lui donna ordre de se replier sur l’abbaye de Saint-Denis.

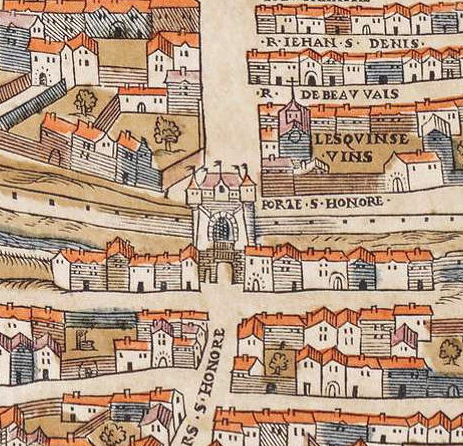
Porte Saint-Honoré sur le plan de Truschet et Hoyau (1550).
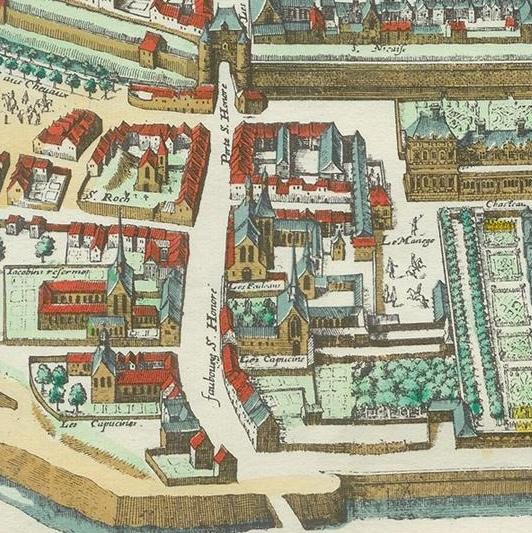
Détail du plan de Mérian de 1615 (le nord à gauche) : la deuxième porte (en haut) du XIVe siècle, le faubourg traversé par la rue Saint-Honoré et le bastion du XVIIe siècle (en bas).
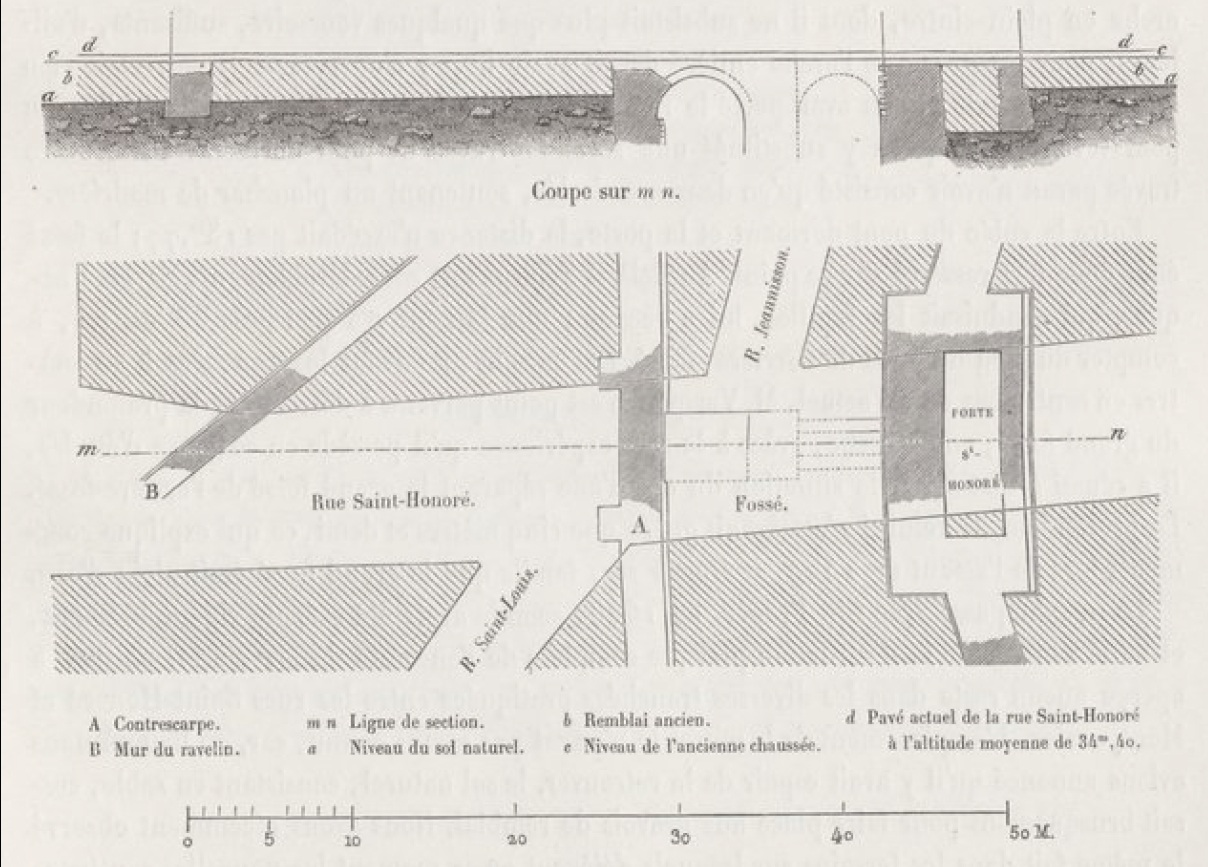
Emplacement et coupe de la seconde porte Saint-Honoré.
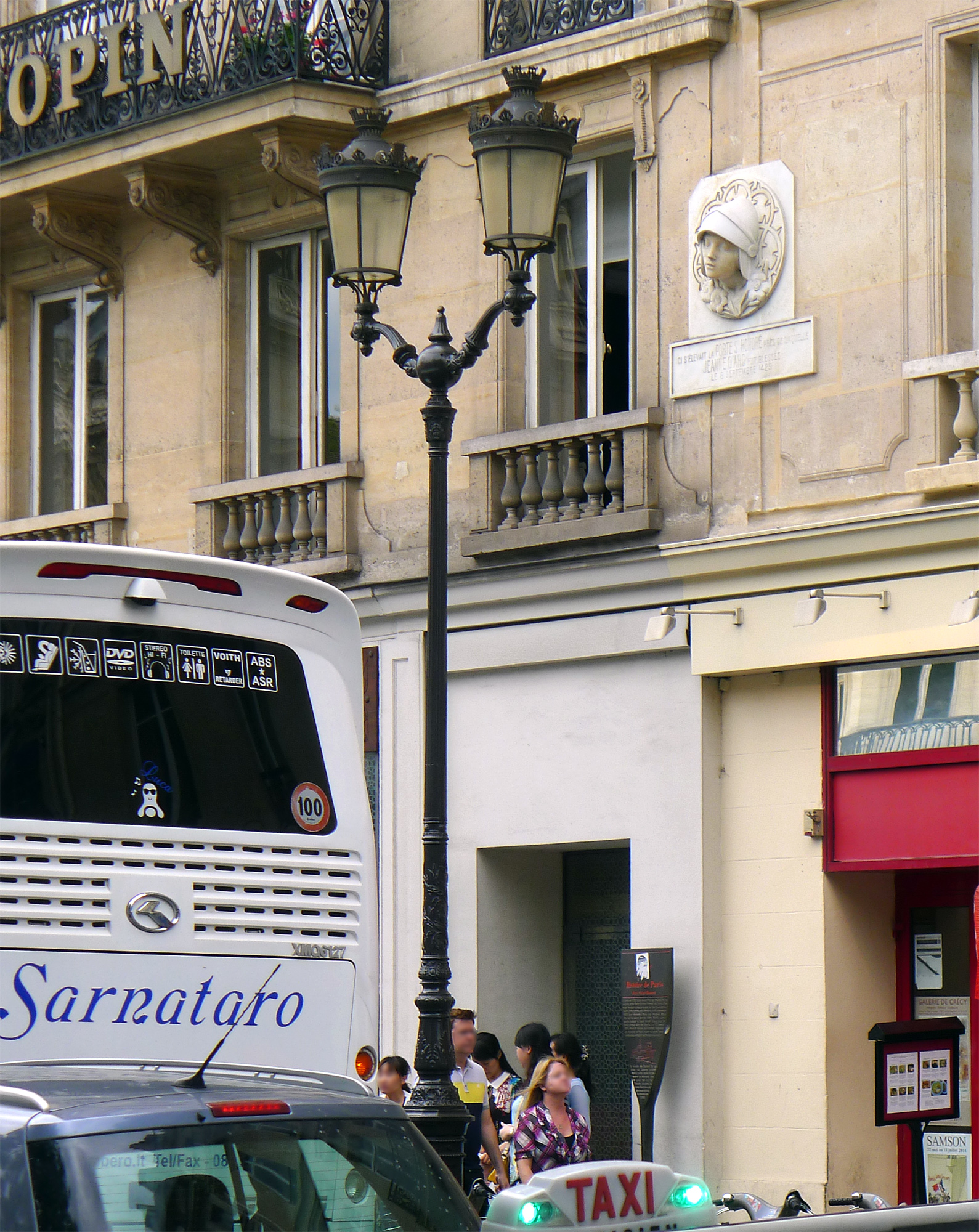
La rue Saint-Honoré au niveau des nos 161-163.

Le 12 mai 1588, les troupes royales d'Henri III y firent leur entrée dans Paris contre la Ligue catholique.
Le 20 janvier 1591, à 3 h du matin, des soldats d'Henri IV échouèrent à s'emparer de la porte, malgré leur déguisement en paysans menant des charrettes de farines (journée des Farines).

### Troisième porte (XVIIesiècle)

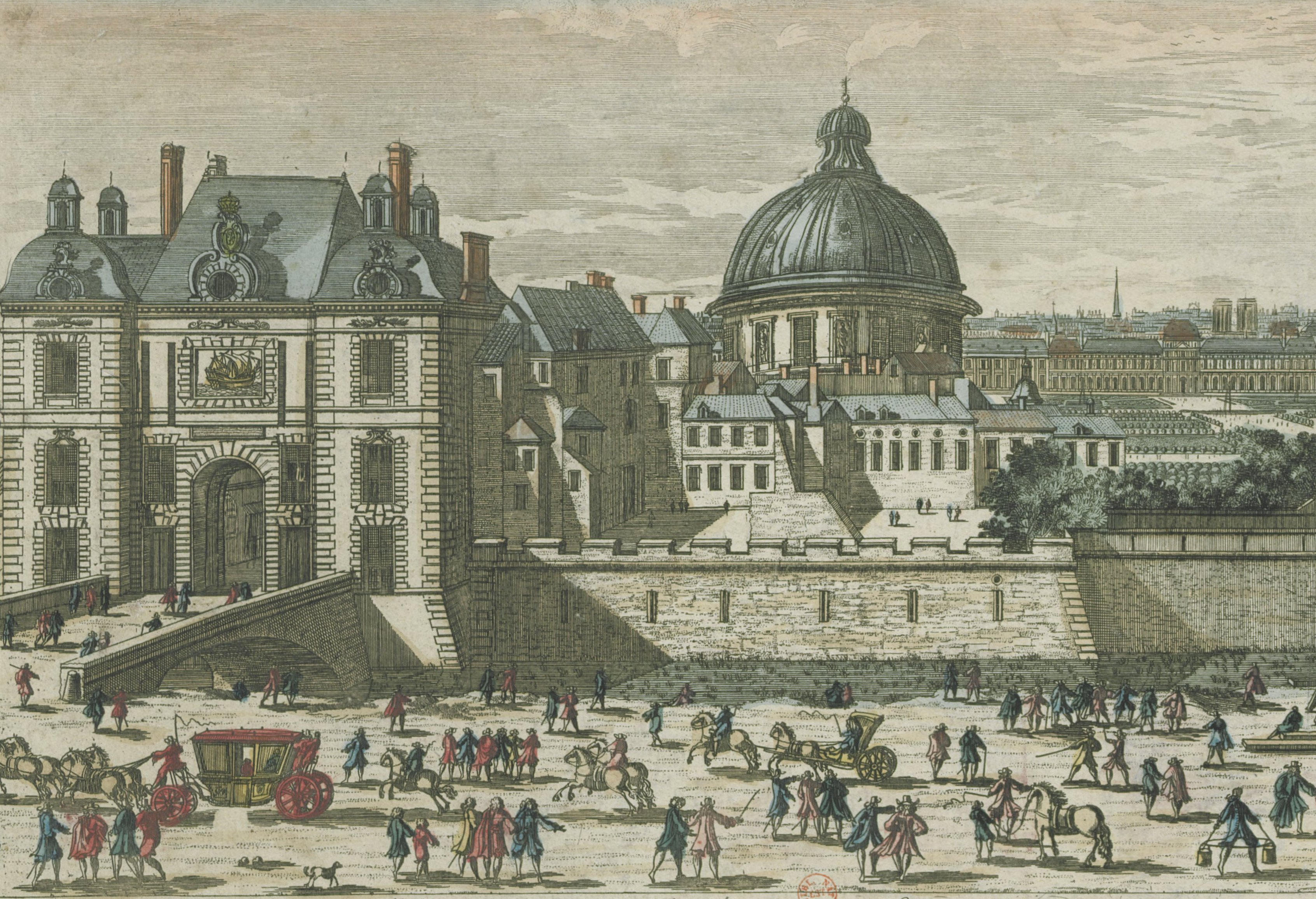
La troisième porte (XVIIe siècle), vue de l'extérieur de la ville.

La troisième porte Saint-Honoré se trouvait à hauteur des nos 422 et 281 de la rue Saint-Honoré, juste avant le croisement avec la rue Royale (48° 52′ 05,85″ N, 2° 19′ 24,58″ E),.
Les stations de métro les plus proches sont : Concorde (lignes 1, 8 et 12) et Madeleine (lignes 8, 12 et 14).
Ce n'est d'abord qu'une simple route sortant du côté ouest d'un bastion des nouvelles fortifications de 1566, à un kilomètre plus à l'ouest que la deuxième porte. Une porte est construite sous le roi Louis XIII en 1632-1634. La voûte d'entrée est surmontée d'un bâtiment avec deux pavillons latéraux, aux parements d'angles en pierre calcaire, avec murs en brique et toit d'ardoise ; un pont franchit le fossé, séparé de la porte par un pont-levis.
Largement élargie dans les années 1670-1680 pour laisser passer plus facilement le trafic, elle fut détruite en 1732. Les plans de Quesnel de 1609, de Mérian de 1615 et de Gomboust de 1652 la représentent dans son évolution ; sur celui de Turgot de 1739, elle est démolie.
Le 21 octobre 1652, c'est par cette porte que Louis XIV fit son retour à Paris contre les Princes frondeurs (Condé, Orléans, Mademoiselle…), la municipalité rebelle de Pierre Broussel et le Parlement.

### XVIIIeetXIXesiècles
Il n'y eut pas de quatrième porte Saint-Honoré : la barrière d'octroi du mur des Fermiers généraux au débouché de la rue du Faubourg-Saint-Honoré (sur l'actuelle place des Ternes) avait pour nom la « barrière du Roule » (construite en 1786-1788, elle était ornée d'un des propylées de Ledoux), tandis que la porte de l'enceinte de Thiers (1841) prit celui de « porte des Ternes, ».